# Humsat-D
El HumSat-D es un satélite artificial de la Universidad de Vigo lanzado el 21 de noviembre de 2013 mediante un cohete Dnepr desde la Base Aérea de Dombarovsky.

## Características
HumSat-D es un satélite tipo CubeSat diseñado y fabricado por la Universidad de Vigo para formar parte del proyecto HumSat, consistente en una constelación de satélites de comunicaciones para dar cobertura a las áreas del planeta sin la infraestructura de telecomunicaciones adecuada. El proyecto HumSat está basado en la colaboración internacional y está respaldado por la ONU.
HumSat-D es un CubeSat estándar de 10 centímetros de lado y 1 kilogramo de masa basado en el Xatcobeo. No tiene control de actitud ni propulsión y fue desplegado desde el satélite UniSat 5. Es el primer miembro de prueba de la constelación HumSat y la "D" de su nombre quiere decir "demostrador". El objetivo principal del satélite es educativo, proporcionando experiencia de primera mano a los estudiantes que participaron en su construcción. El objetivo secundario es validar el concepto de HumSat usando el subsistema HUMPL para recoger datos desde sensores en estaciones terrestres, enviarlos al satélite para guardarlos a bordo y transmitirlos cuando sobrevuele una estación de escucha.
Las pruebas del satélite previas al lanzamiento para comprobar que era apto para el espacio se realizaron en el Centro Europeo de Investigación y Tecnología Espacial de la Agencia Espacial Europea (ESTEC por ESA's Space Technology and Research Centre) en los Países Bajos. HumSat-D fue sometido a intensos ciclos de frío y calor en una cámara de vacío para simular el contraste térmico en el espacio, permitiendo encontrar fallos que tendrían resultado en la pérdida de la misión y que fueron resueltos con la asesoría de la ESA.
Después de varios meses en órbita el satélite ya recibiera varios miles de comandos y descargara varios megabytes de telemetría durante sus pases sobre Vigo, donde se reciben sus señales, con lo que se consideraron los objetivos cumplidos.